# Kuba a 2012. évi nyári olimpiai játékokon
Kuba a nagy-britanniai Londonban megrendezett 2012. évi nyári olimpiai játékok egyik részt vevő nemzete volt. Az országot az olimpián 14 sportágban 109 sportoló képviselte, akik összesen 14 érmet szereztek.

## Érmesek
| Érem  | Versenyző         | Sportág       | Versenyszám                |
| ----- | ----------------- | ------------- | -------------------------- |
| Arany | Mijaín López      | Birkózás      | Férfi kötöttfogás, 120 kg  |
| Arany | Idalys Ortíz      | Cselgáncs     | Női nehézsúly              |
| Arany | Robeisy Ramírez   | Ökölvívás     | Férfi légsúlyú             |
| Arany | Roniel Iglesias   | Ökölvívás     | Férfi kisváltósúly         |
| Arany | Leuris Pupo       | Sportlövészet | Férfi gyorstüzelő pisztoly |
| Ezüst | Yarisley Silva    | Atlétika      | Női rúdugrás               |
| Ezüst | Asley González    | Cselgáncs     | Férfi középsúly            |
| Ezüst | Yanet Bermoy      | Cselgáncs     | Női harmatsúly             |
| Bronz | Liván López       | Birkózás      | Férfi szabadfogás, 66 kg   |
| Bronz | Leonel Suárez     | Atlétika      | Férfi tízpróba             |
| Bronz | Yarelis Barrios   | Atlétika      | Női diszkoszvetés          |
| Bronz | Lazaro Alvárez    | Ökölvívás     | Férfi harmatsúly           |
| Bronz | Yasnier Toledo    | Ökölvívás     | Férfi könnyűsúly           |
| Bronz | Iván Cambar       | Súlyemelés    | Férfi 77 kg                |
| Bronz | Robelis Despaigne | Taekwondo     | Férfi nehézsúly            |

## Asztalitenisz
Férfi
| Versenyző    | Versenyszám | Selejtező                                   | 64-es főtábla                                 | 48-as főtábla     | 32-es főtábla     | Nyolcaddöntő      | Negyeddöntő       | Elődöntő          | Döntő             | Helyezés |
| Versenyző    | Versenyszám | Ellenfél Eredmény                           | Ellenfél Eredmény                             | Ellenfél Eredmény | Ellenfél Eredmény | Ellenfél Eredmény | Ellenfél Eredmény | Ellenfél Eredmény | Ellenfél Eredmény | Helyezés |
| ------------ | ----------- | ------------------------------------------- | --------------------------------------------- | ----------------- | ----------------- | ----------------- | ----------------- | ----------------- | ----------------- | -------- |
| Andy Pereira | Egyes       | Yoshua Shing (VAN) · 11–2, 11–2, 11–3, 11–3 | Mihai Bobocica (ITA) · 6–11, 7–11, 3–11, 4–11 | kiesett           | kiesett           | kiesett           | kiesett           | kiesett           | kiesett           | 49.      |

## Atlétika
Férfi
| Versenyző                                                              | Versenyszám     | Előfutam | Előfutam | Előfutam | Elődöntő | Elődöntő | Elődöntő | Döntő    | Döntő    |
| Versenyző                                                              | Versenyszám     | Idő      | Hely.    | Össz.    | Idő      | Hely.    | Össz.    | Idő      | Helyezés |
| ---------------------------------------------------------------------- | --------------- | -------- | -------- | -------- | -------- | -------- | -------- | -------- | -------- |
| Roberto Skyers                                                         | 200 m           | 20,66    | 4.       | 23.*     | kiesett  | kiesett  | kiesett  | kiesett  | kiesett  |
| Michael Herrera                                                        | 200 m           | 21,05    | 6.       | 43.*     | kiesett  | kiesett  | kiesett  | kiesett  | kiesett  |
| Andy González                                                          | 800 m           | 1:46,24  | 4.       | 12.      | 1:53,46  | 9.       | 24.      | kiesett  | kiesett  |
| Orlando Ortega                                                         | 110 m gát       | 13,26    | 1.       | 3.*      | 13,26    | 2.       | 6.       | 13,43    | 6.       |
| Dayron Robles                                                          | 110 m gát       | 13,33    | 1.       | 6.*      | 13,10    | 1.       | 2.       | kizárták | kizárták |
| Omar Cisneros                                                          | 400 m gát       | 48,63    | 3.       | 3.       | 48,23    | 3.       | 8.       | kiesett  | kiesett  |
| Amaurys Valle                                                          | 400 m gát       | 49,19    | 1.       | 9.       | 50,48    | 7.       | 20.      | kiesett  | kiesett  |
| Williams Collazo Raidel Acea Noel Ruíz Omar Cisneros Orestes Rodríguez | 4 × 400 m váltó | 3:00,55  | 3.       | 5.       |          |          |          | kiesett  | kiesett  |

| Versenyző          | Versenyszám   | Selejtező | Selejtező | Döntő    | Döntő    |
| Versenyző          | Versenyszám   | Eredmény  | Helyezés  | Eredmény | Helyezés |
| ------------------ | ------------- | --------- | --------- | -------- | -------- |
| Victor Moya        | Magasugrás    | 221 cm    | 20.       | kiesett  | kiesett  |
| Lázaro Borges      | Rúdugrás      | 550 cm    | 16.*      | kiesett  | kiesett  |
| Alexis Copello     | Hármasugrás   | 16,79 m   | 11.       | 16,92 m  | 8.       |
| Arnie Giralt       | Hármasugrás   | 16,45 m   | 16.       | kiesett  | kiesett  |
| Yoandri Betanzos   | Hármasugrás   | 16,22 m   | 23.       | kiesett  | kiesett  |
| Carlos Véliz       | Súlylökés     | 18,57 m   | 34.       | kiesett  | kiesett  |
| Jorge Fernández    | Diszkoszvetés | 65,34 m   | 3.        | 62,02 m  | 11.      |
| Yunio Lastre       | Diszkoszvetés | 57,33 m   | 40.       | kiesett  | kiesett  |
| Roberto Janet      | Kalapácsvetés | 73,34 m   | 19.       | kiesett  | kiesett  |
| Guillermo Martínez | Gerelyhajítás | 80,06 m   | 16.       | kiesett  | kiesett  |

| Versenyző       | Versenyszám | 100 m | 100 m | Távolugrás | Távolugrás | Súlylökés | Súlylökés | Magasugrás | Magasugrás | 400 m | 400 m | 110 m gát | 110 m gát | Diszkoszvetés | Diszkoszvetés | Rúdugrás | Rúdugrás | Gerelyhajítás | Gerelyhajítás | 1500 m  | 1500 m | Végeredmény | Végeredmény |
| Versenyző       | Versenyszám | Idő   | Pont  | Eredmény   | Pont       | Eredmény  | Pont      | Eredmény   | Pont       | Idő   | Pont  | Idő       | Pont      | Eredmény      | Pont          | Eredmény | Pont     | Eredmény      | Pont          | Idő     | Pont   | Pont        | Helyezés    |
| --------------- | ----------- | ----- | ----- | ---------- | ---------- | --------- | --------- | ---------- | ---------- | ----- | ----- | --------- | --------- | ------------- | ------------- | -------- | -------- | ------------- | ------------- | ------- | ------ | ----------- | ----------- |
| Leonel Suárez   | Tízpróba    | 11,27 | 801   | 752 cm     | 940        | 14,50 m   | 759       | 211 cm     | 906        | 49,04 | 859   | 14,45     | 917       | 45,75 m       | 782           | 470 cm   | 819      | 76,94 m       | 996           | 4:30,08 | 744    | 8523        |             |
| Yordanis García | Tízpróba    | 10,80 | 906   | 675 cm     | 755        | 14,48 m   | 758       | 199 cm     | 794        | 48,76 | 873   | 14,24     | 944       | 42,27 m       | 711           | 460 cm   | 790      | 59,85 m       | 736           | 4:38,57 | 689    | 7956        | 14.         |

Női
| Versenyző                                                   | Versenyszám     | Előfutam | Előfutam | Előfutam | Elődöntő | Elődöntő | Elődöntő | Döntő   | Döntő    |
| Versenyző                                                   | Versenyszám     | Idő      | Hely.    | Össz.    | Idő      | Hely.    | Össz.    | Idő     | Helyezés |
| ----------------------------------------------------------- | --------------- | -------- | -------- | -------- | -------- | -------- | -------- | ------- | -------- |
| Nelkis Casabona                                             | 200 m           | 23,82    | 8.       | 44.      | kiesett  | kiesett  | kiesett  | kiesett | kiesett  |
| Rose Mary Almanza                                           | 800 m           | 2:01,19  | 4.       | 7.       | 2:01,70  | 6.       | 19.      | kiesett | kiesett  |
| Dailín Belmonte                                             | Maraton         |          |          |          |          |          |          | 2:38:08 | 70.      |
| Aymee Martínez Diosmely Peña Yaneisi Borlot Daisurami Bonne | 4 × 400 m váltó | 3:27,41  | 6.       | 10.      |          |          |          | kiesett | kiesett  |

| Versenyző          | Versenyszám   | Selejtező             | Selejtező             | Döntő    | Döntő    |
| Versenyző          | Versenyszám   | Eredmény              | Helyezés              | Eredmény | Helyezés |
| ------------------ | ------------- | --------------------- | --------------------- | -------- | -------- |
| Lesyani Mayor      | Magasugrás    | 185 cm                | 20.***                | kiesett  | kiesett  |
| Yarisley Silva     | Rúdugrás      | 455 cm                | 1.**                  | 475 cm   |          |
| Dailis Caballero   | Rúdugrás      | érvényes ugrás nélkül | érvényes ugrás nélkül | kiesett  | kiesett  |
| Yargelis Savigne   | Hármasugrás   | 14,28 m               | 9.                    | 14,12 m  | 9.       |
| Dailenys Alcántara | Hármasugrás   | 13,97 m               | 16.                   | kiesett  | kiesett  |
| Josleidy Ribalta   | Hármasugrás   | 13,88 m               | 19.                   | kiesett  | kiesett  |
| Misleydis González | Súlylökés     | 17,68 m               | 21.                   | kiesett  | kiesett  |
| Mailín Vargas      | Súlylökés     | 16,76 m               | 27.                   | kiesett  | kiesett  |
| Yarelis Barrios    | Diszkoszvetés | 65,94 m               | 1.                    | 66,38 m  |          |
| Denia Caballero    | Diszkoszvetés | 58,78 m               | 27.                   | kiesett  | kiesett  |
| Yaime Pérez        | Diszkoszvetés | 57,87 m               | 30.                   | kiesett  | kiesett  |
| Yipsi Moreno       | Kalapácsvetés | 73,95 m               | 6.                    | 74,60 m  | 6.       |
| Arasay Thondike    | Kalapácsvetés | 67,93 m               | 23.                   | kiesett  | kiesett  |
| Ariannis Vichy     | Kalapácsvetés | 67,48 m               | 25.                   | kiesett  | kiesett  |
| Yainelis Ribeaux   | Gerelyhajítás | 56,55 m               | 29.                   | kiesett  | kiesett  |
| Yanet Cruz         | Gerelyhajítás | érvényes dobás nélkül | érvényes dobás nélkül | kiesett  | kiesett  |

* – egy másik versenyzővel azonos eredményt ért el

** – két másik versenyzővel azonos eredményt ért el

*** – hat másik versenyzővel azonos eredményt ért el

## Birkózás

### Férfi
Kötöttfogású
| Versenyző      | Versenyszám | Selejtező                                 | Nyolcaddöntő                            | Negyeddöntő                                    | Elődöntő                       | Vigaszág első kör                        | Vigaszág elődöntő                        | Bronz- mérkőzés                    | Döntő                       | Helyezés |
| Versenyző      | Versenyszám | Ellenfél Eredmény                         | Ellenfél Eredmény                       | Ellenfél Eredmény                              | Ellenfél Eredmény              | Ellenfél Eredmény                        | Ellenfél Eredmény                        | Ellenfél Eredmény                  | Ellenfél Eredmény           | Helyezés |
| -------------- | ----------- | ----------------------------------------- | --------------------------------------- | ---------------------------------------------- | ------------------------------ | ---------------------------------------- | ---------------------------------------- | ---------------------------------- | --------------------------- | -------- |
| Gustavo Balart | 55 kg       | erőnyerő                                  | Ayhan Karakuş (TUR) · 3–0, 1–0          | Cshö Gjudzsin (KOR) · 0–1, 2–0, 0–1            | kiesett                        |                                          |                                          |                                    |                             | 8.       |
| Hanser Meoque  | 60 kg       | erőnyerő                                  | Csong Dzsihjon (KOR) · 0–6, 0–3         | kiesett                                        | kiesett                        |                                          |                                          |                                    |                             | 19.      |
| Pedro Mulens   | 66 kg       | erőnyerő                                  | Kim Hjonu (KOR) · 0–1, 0–1              |                                                |                                | Hovhannesz Vardereszjan (ARM) · 1–0, 2–0 | Edgaras Venckaitis (LTU) · 0–1, 2–0, 2–0 | Steeve Guénot (FRA) · 0–4, 0–1     |                             | 5.       |
| Alexei Bel     | 74 kg       | Ben Provisor (USA) · 3–0, 0–1, 0–1        | kiesett                                 | kiesett                                        | kiesett                        |                                          |                                          |                                    |                             | 12.      |
| Pablo Shorey   | 84 kg       | Habibollah Akhlaghi (IRI) · 0–1, 1–0, 1–0 | Chas Betts (USA) · 1–0, 1–0             | Damian Janikowski (POL) · 1–0, 0–5 (kétvállas) | kiesett                        |                                          |                                          |                                    |                             | 7.       |
| Yunior Estrada | 96 kg       | erőnyerő                                  | David Vala (CZE) · 1–0, 0–1, 1–0        | Hassine Ayari (TUN) · 1–0, 1–0                 | Ghasem Rezaei (IRI) · 0–2, 0–1 |                                          |                                          | Artur Alekszanján (ARM) · 0–2, 0–1 |                             | 5.       |
| Mijaín López   | 120 kg      | erőnyerő                                  | Abdelrahman El-Trabely (EGY) · 1–0, 3–0 | Guram Pherselidze (GEO) · 1–0, 3–0             | Rıza Kayaalp (TUR) · 2–0, 1–0  |                                          |                                          |                                    | Heiki Nabi (EST) · 2–0, 1–0 |          |

Szabadfogású
| Versenyző          | Versenyszám | Selejtező                          | Nyolcaddöntő                       | Negyeddöntő       | Elődöntő          | Vigaszág első kör | Vigaszág elődöntő                    | Bronz- mérkőzés                                    | Döntő             | Helyezés |
| Versenyző          | Versenyszám | Ellenfél Eredmény                  | Ellenfél Eredmény                  | Ellenfél Eredmény | Ellenfél Eredmény | Ellenfél Eredmény | Ellenfél Eredmény                    | Ellenfél Eredmény                                  | Ellenfél Eredmény | Helyezés |
| ------------------ | ----------- | ---------------------------------- | ---------------------------------- | ----------------- | ----------------- | ----------------- | ------------------------------------ | -------------------------------------------------- | ----------------- | -------- |
| Yowlys Bonne       | 60 kg       | erőnyerő                           | Jumoto Kenicsi (JPN) · 2–2, 0–2    | kiesett           | kiesett           |                   |                                      |                                                    |                   | 14.      |
| Liván López        | 66 kg       | Mehdi Tagavi (IRI) · 1–0, 0–1, 5–0 | Jonemicu Tacuhiro (JPN) · 0–1, 1–1 |                   |                   |                   | Haislan Garcia (CAN) · 1–0, 0–1, 1–0 | Cəbrayıl Həsənov (AZE) · 0–3, 2–0, 5–1 (kétvállas) |                   |          |
| Humberto Arencibia | 84 kg       | erőnyerő                           | Jake Herbert (USA) · 4–1, 0–8, 1–1 | kiesett           | kiesett           |                   |                                      |                                                    |                   | 13.      |
| Javier Cortina     | 96 kg       | erőnyerő                           | Khetag Pliev (CAN) · 2–0, 2–2, 0–1 | kiesett           | kiesett           |                   |                                      |                                                    |                   | 13.      |

### Női
Szabadfogású
| Versenyző        | Versenyszám | Selejtező                                    | Nyolcaddöntő                      | Negyeddöntő       | Elődöntő          | Vigaszág első kör | Vigaszág elődöntő | Bronz- mérkőzés   | Döntő             | Helyezés |
| Versenyző        | Versenyszám | Ellenfél Eredmény                            | Ellenfél Eredmény                 | Ellenfél Eredmény | Ellenfél Eredmény | Ellenfél Eredmény | Ellenfél Eredmény | Ellenfél Eredmény | Ellenfél Eredmény | Helyezés |
| ---------------- | ----------- | -------------------------------------------- | --------------------------------- | ----------------- | ----------------- | ----------------- | ----------------- | ----------------- | ----------------- | -------- |
| Katerina Vidiaux | 63 kg       | Elif Jale Yeşilırmak (TUR) · 5–1 (kétvállas) | Ljubov Voloszova (RUS) · 1–2, 2–3 | kiesett           | kiesett           |                   |                   |                   |                   | 8.       |

## Cselgáncs
Férfi
| Versenyző         | Versenyszám  | Selejtező         | 32-es főtábla                       | Nyolcaddöntő                             | Negyeddöntő                        | Elődöntő                                | Vigaszág elődöntő                  | Bronz- mérkőzés   | Döntő                             | Helyezés |
| Versenyző         | Versenyszám  | Ellenfél Eredmény | Ellenfél Eredmény                   | Ellenfél Eredmény                        | Ellenfél Eredmény                  | Ellenfél Eredmény                       | Ellenfél Eredmény                  | Ellenfél Eredmény | Ellenfél Eredmény                 | Helyezés |
| ----------------- | ------------ | ----------------- | ----------------------------------- | ---------------------------------------- | ---------------------------------- | --------------------------------------- | ---------------------------------- | ----------------- | --------------------------------- | -------- |
| Asley González    | Középsúly    |                   | Héctor Campos (ARG) · 100(0)–000(0) | Dmitry Gerasimenko (SRB) · 001(1)–000(2) | Mark Anthony (AUS) · 001(0)–000(2) | Kirill Gyenyiszov (RUS) · 100(0)–000(1) |                                    |                   | Szong Denam (KOR) · 000(1)–010(1) |          |
| Oreidis Despaigne | Félnehézsúly |                   | erőnyerő                            | Ramziddin Saidov (UZB) · 010(H)–102(0)   | kiesett                            | kiesett                                 |                                    |                   |                                   | 9.       |
| Oscar Braison     | Nehézsúly    |                   | Martin Padar (EST) · 100(0)–000(1)  | Ricardo Blas (GUM) · 100(0)–000(1)       | Teddy Riner (FRA) · 000(1)–100(0)  |                                         | Ihar Makarav (BLR) · 000(0)–100(1) |                   |                                   | 7.       |

Női
| Versenyző          | Versenyszám | Selejtező                                  | Nyolcaddöntő                                   | Negyeddöntő                             | Elődöntő                          | Vigaszág elődöntő | Bronz- mérkőzés   | Döntő                                        | Helyezés |
| Versenyző          | Versenyszám | Ellenfél Eredmény                          | Ellenfél Eredmény                              | Ellenfél Eredmény                       | Ellenfél Eredmény                 | Ellenfél Eredmény | Ellenfél Eredmény | Ellenfél Eredmény                            | Helyezés |
| ------------------ | ----------- | ------------------------------------------ | ---------------------------------------------- | --------------------------------------- | --------------------------------- | ----------------- | ----------------- | -------------------------------------------- | -------- |
| Dayaris Mestre     | Légsúly     | Natalja Kondratyjeva (RUS) · 010(1)–000(0) | Alina Dumitru (ROU) · 000(H)–100(0)            | kiesett                                 | kiesett                           |                   |                   |                                              | 9.       |
| Yanet Bermoy       | Harmatsúly  | erőnyerő                                   | Mönhbátarín Bundmá (MGL) · 020(0)–000(0)       | Marie Muller (LUX) · 001(1)–000(2)      | Ilse Heylen (BEL) · 001(1)–000(2) |                   |                   | An Kume (PRK) · 000(0)–001(0)                |          |
| Yurisleidy Lupetey | Könnyűsúly  | Joiliéta Bukuvála (GRE) · 001(1)–000(1)    | Irina Zablugyina (RUS) · 000(1)–100(0)         | kiesett                                 | kiesett                           |                   |                   |                                              | 9.       |
| Yaritza Abel       | Váltósúly   | erőnyerő                                   | Gévrise Émane (FRA) · 000(1)–000(1) (bírói)    | kiesett                                 | kiesett                           |                   |                   |                                              | 9.       |
| Onix Cortes        | Középsúly   | erőnyerő                                   | Tacsimoto Haruka (JPN) · 000(1)–000(0) (bírói) | kiesett                                 | kiesett                           |                   |                   |                                              | 9.       |
| Idalys Ortíz       | Nehézsúly   | erőnyerő                                   | Adysângela Moniz (CPV) · 103(0)–000(2)         | Jelena Ivascsenko (RUS) · 001(1)–000(2) | Tong Wen (CHN) · 001(0)–000(1)    |                   |                   | Szugimoto Mika (JPN) · 000(0)–000(1) (bírói) |          |

## Evezés
Férfi
| Versenyző                  | Versenyszám              | Előfutam | Előfutam | Vigaszág | Vigaszág | Negyeddöntő | Negyeddöntő | Elődöntő | Elődöntő | Elődöntő | Döntő | Döntő   | Döntő | Helyezés |
| Versenyző                  | Versenyszám              | Idő      | Hely.    | Idő      | Hely.    | Idő         | Hely.       | Típus    | Idő      | Hely.    | Típus | Idő     | Hely. | Helyezés |
| -------------------------- | ------------------------ | -------- | -------- | -------- | -------- | ----------- | ----------- | -------- | -------- | -------- | ----- | ------- | ----- | -------- |
| Ángel Founier              | Egypárevezős             | 6:46,35  | 2.       |          |          | 6:54,12     | 2.          | A/B      | 7:30,19  | 4.       | B     | 7:11,17 | 1.    | 7.       |
| Manuel Suárez Yunior Pérez | Könnyűsúlyú kétpárevezős | 6:36,31  | 3.       | 6:37,04  | 1.       |             |             | A/B      | 6:52,26  | 6.       | B     | 6:34,96 | 4.    | 10.      |

Női
| Versenyző                          | Versenyszám              | Előfutam | Előfutam | Vigaszág | Vigaszág | Negyeddöntő | Negyeddöntő | Elődöntő | Elődöntő | Elődöntő | Döntő | Döntő   | Döntő | Helyezés |
| Versenyző                          | Versenyszám              | Idő      | Hely.    | Idő      | Hely.    | Idő         | Hely.       | Típus    | Idő      | Hely.    | Típus | Idő     | Hely. | Helyezés |
| ---------------------------------- | ------------------------ | -------- | -------- | -------- | -------- | ----------- | ----------- | -------- | -------- | -------- | ----- | ------- | ----- | -------- |
| Yariulvis Cobas                    | Egypárevezős             | 7:48,58  | 4.       |          |          | 7:56,89     | 5.          | C/D      | 7:54,22  | 2.       | C     | 8:14,59 | 3.    | 15.      |
| Yaima Velázquez Yoslaine Domínguez | Könnyűsúlyú kétpárevezős | 7:12,99  | 4.       | 7:19,33  | 3.       |             |             | A/B      | 7:21,86  | 6.       | B     | 7:23,25 | 4.    | 10.      |

## Íjászat
Férfi
| Versenyző           | Versenyszám | Selejtező | Selejtező | 64-es főtábla                  | 32-es főtábla     | Nyolcaddöntő      | Negyeddöntő       | Elődöntő          | Döntő             | Helyezés |
| Versenyző           | Versenyszám | Pont      | Kiemelt   | Ellenfél Eredmény              | Ellenfél Eredmény | Ellenfél Eredmény | Ellenfél Eredmény | Ellenfél Eredmény | Ellenfél Eredmény | Helyezés |
| ------------------- | ----------- | --------- | --------- | ------------------------------ | ----------------- | ----------------- | ----------------- | ----------------- | ----------------- | -------- |
| Juan Carlos Stevens | Egyéni      | 663       | 34.       | Tarundíp Rái (IND) (31.) · 5–6 | kiesett           | kiesett           | kiesett           | kiesett           | kiesett           | 33.      |

## Kajak-kenu

### Síkvízi
Férfi
| Versenyző                         | Versenyszám        | Előfutam | Előfutam | Előfutam | Elődöntő | Elődöntő | Elődöntő | Döntő | Döntő    | Döntő    | Helyezés |
| Versenyző                         | Versenyszám        | Idő      | Hely.    | Össz.    | Idő      | Hely.    | Össz.    | Típus | Idő      | Helyezés | Helyezés |
| --------------------------------- | ------------------ | -------- | -------- | -------- | -------- | -------- | -------- | ----- | -------- | -------- | -------- |
| Jorge García                      | Kajak egyes 1000 m | 3:30,852 | 4.       | 6.       | 3:31,937 | 5.       | 10.      | B     | 3:29,938 | 1.       | 9.       |
| Serguey Torres José Carlos Bulnes | Kenu kettes 1000 m | 3:44,341 | 5.       | 10.      | 3:41,619 | 3.       | 7.       | A     | 3:42,357 | 6.       | 6.       |

Női
| Versenyző                        | Versenyszám        | Előfutam | Előfutam | Előfutam | Elődöntő | Elődöntő | Elődöntő | Döntő   | Döntő    | Döntő    | Helyezés |
| Versenyző                        | Versenyszám        | Idő      | Hely.    | Össz.    | Idő      | Hely.    | Össz.    | Típus   | Idő      | Helyezés | Helyezés |
| -------------------------------- | ------------------ | -------- | -------- | -------- | -------- | -------- | -------- | ------- | -------- | -------- | -------- |
| Darisleydis Amador               | Kajak egyes 200 m  | 42,761   | 5.       | 15.      | 41,949   | 5.       | 12.      | B       | 45,099   | 4.       | 12.      |
| Darisleydis Amador               | Kajak egyes 500 m  | 1:56,038 | 5.       | 16.      | 1:58,762 | 7.       | 20.      | kiesett | kiesett  | kiesett  | 20.      |
| Yulitza Meneses Dayexi Gandarela | Kajak kettes 500 m | 1:46,587 | 6.       | 15.      | 1:51,428 | 8.       | 16.      | B       | 1:50,124 | 6.       | 14.      |

## Kerékpározás

### Országúti kerékpározás
Férfi
| Versenyző      | Versenyszám   | Idő             | Helyezés |
| -------------- | ------------- | --------------- | -------- |
| Arnold Alcolea | Mezőnyverseny | 5:46:37 (+0:40) | 67.      |

Női
| Versenyző       | Versenyszám   | Idő             | Helyezés        |
| --------------- | ------------- | --------------- | --------------- |
| Yumari González | Mezőnyverseny | limitidőn kívül | limitidőn kívül |

### Pálya-kerékpározás
Sprintversenyek
| Versenyző       | Versenyszám | Selejtező | Selejtező | 1. forduló                     | Vigaszág               | Vigaszág | 2. forduló                 | Vigaszág               | Vigaszág | 9–12. helyért          | 9–12. helyért | Negyeddöntő                               | 5–8. helyért                                                                   | 5–8. helyért | Elődöntő             | Döntő                | Helyezés |
| Versenyző       | Versenyszám | Idő       | Hely.     | Ellenfél Győztes idő           | Ellenfelek Győztes idő | Hely.    | Ellenfél Győztes idő       | Ellenfelek Győztes idő | Hely.    | Ellenfelek Győztes idő | Hely.         | Ellenfél Győztes idő                      | Ellenfelek Győztes idő                                                         | Hely.        | Ellenfél Győztes idő | Ellenfél Győztes idő | Helyezés |
| --------------- | ----------- | --------- | --------- | ------------------------------ | ---------------------- | -------- | -------------------------- | ---------------------- | -------- | ---------------------- | ------------- | ----------------------------------------- | ------------------------------------------------------------------------------ | ------------ | -------------------- | -------------------- | -------- |
| Lisandra Guerra | Női egyéni  | 11,109    | 6.        | Juliana Gaviria (COL) · 11,390 |                        |          | Lee Wai Sze (HKG) · 11,485 |                        |          |                        |               | Guo Shuang (CHN) · 11,536; 11,283; 11,337 | Simona Krupeckaitė (LTU) · Ljubov Sulika (UKR) · Volha Panarina (BLR) · 11,812 | 2.           |                      |                      | 6.       |

Keirin
| Versenyző       | Versenyszám | 1. forduló | Vigaszág | 2. forduló | Döntő    | Helyezés |
| Versenyző       | Versenyszám | Helyezés   | Helyezés | Helyezés   | Helyezés | Helyezés |
| --------------- | ----------- | ---------- | -------- | ---------- | -------- | -------- |
| Lisandra Guerra | Női         | 3.         | 4.       | kiesett    | kiesett  | 13.      |

Omnium
| Versenyző      | Versenyszám | 200 méter | 200 méter | 20 km-es pontverseny | 20 km-es pontverseny | Kieséses verseny | 3 km-es egyéni üldözőverseny | 3 km-es egyéni üldözőverseny | 10 km-es scratch | 10 km-es scratch | 500 m-es időfutam | 500 m-es időfutam | Összesítés | Összesítés |
| Versenyző      | Versenyszám | Idő       | Hely.     | Pont                 | Hely.                | Hely.            | Eredmény                     | Hely.                        | Lekörözés        | Hely.            | Idő               | Hely.             | Pont       | Helyezés   |
| -------------- | ----------- | --------- | --------- | -------------------- | -------------------- | ---------------- | ---------------------------- | ---------------------------- | ---------------- | ---------------- | ----------------- | ----------------- | ---------- | ---------- |
| Marlies Mejias | Női         | 14,554    | 8.        | 4                    | 12.                  | 9.               | 3:41,897                     | 9.                           | 0                | 14.              | 35,912            | 5.                | 57         | 8.         |

## Műugrás
Férfi
| Versenyző                            | Versenyszám          | Selejtező | Selejtező | Elődöntő | Elődöntő | Döntő   | Döntő    |
| Versenyző                            | Versenyszám          | Pont      | Helyezés  | Pont     | Helyezés | Pont    | Helyezés |
| ------------------------------------ | -------------------- | --------- | --------- | -------- | -------- | ------- | -------- |
| José Antonio Guerra                  | Egyéni toronyugrás   | 440,90    | 17.       | 501,90   | 9.       | 527,70  | 5.       |
| Jeinkler Aguirre                     | Egyéni toronyugrás   | 453,50    | 10.       | 436,95   | 18.      | kiesett | kiesett  |
| Jeinkler Aguirre José Antonio Guerra | Szinkron toronyugrás |           |           |          |          | 450,90  | 5.       |

Női
| Versenyző    | Versenyszám        | Selejtező | Selejtező | Elődöntő | Elődöntő | Döntő   | Döntő    |
| Versenyző    | Versenyszám        | Pont      | Helyezés  | Pont     | Helyezés | Pont    | Helyezés |
| ------------ | ------------------ | --------- | --------- | -------- | -------- | ------- | -------- |
| Annia Rivera | Egyéni toronyugrás | 233,95    | 25.       | kiesett  | kiesett  | kiesett | kiesett  |

## Ökölvívás
Férfi
| Versenyző           | Versenyszám     | Selejtező                    | Nyolcaddöntő                  | Negyeddöntő                        | Elődöntő                          | Döntő                               | Helyezés |
| Versenyző           | Versenyszám     | Ellenfél Eredmény            | Ellenfél Eredmény             | Ellenfél Eredmény                  | Ellenfél Eredmény                 | Ellenfél Eredmény                   | Helyezés |
| ------------------- | --------------- | ---------------------------- | ----------------------------- | ---------------------------------- | --------------------------------- | ----------------------------------- | -------- |
| Yosvany Veitía      | Papírsúly       | Billy Ward (AUS) · 26–4      | Cou Si-ming (CHN) · 11–14     | kiesett                            | kiesett                           | kiesett                             | 9.       |
| Robeisy Ramírez     | Légsúly         | Szusza Kacuaki (JPN) · 19–7  | Chatchai Butdee (THA) · 22–10 | Selby (GBR) · 16–11                | Michael Conlan (IRL) · 20–10      | Njambajarin Tögszcogt (MGL) · 17–14 |          |
| Lázaro Álvarez      | Harmatsúly      | erőnyerő                     | Joseph Diaz (USA) · 21–15     | Robenílson de Jesus (BRA) · 16–11  | John Joe Nevin (IRL) · 14–19      | kiesett                             |          |
| Yasnier Toledo      | Könnyűsúly      | erőnyerő                     | Liu Qiang (CHN) · 14–10       | Gani Zsajlauov (KAZ) · 19–11       | Vaszil Lomacsenko (UKR) · 11–14   | kiesett                             |          |
| Roniel Iglesias     | Kisváltósúly    | César Villaraga (COL) · 20–9 | Éverton Lopes (BRA) · 18–15   | Oʻktamjon Raxmonov (UZB) · 21–15   | Vincenzo Mangiacapre (ITA) · 15–8 | Denisz Berincsik (UKR) · 22–15      |          |
| Julio César La Cruz | Félnehézsúly    | erőnyerő                     | Íháb Darvís (JOR) · 25–8      | Yamaguchi Florentino (BRA) · 15–18 | kiesett                           | kiesett                             | 5.       |
| José Larduet        | Nehézsúly       |                              | Ali Mazáheri (IRI) · kizárták | Clemente Russo (ITA) · 16–17       | kiesett                           | kiesett                             | 5.       |
| Erislandy Savón     | Szupernehézsúly |                              | Anthony Joshua (GBR) · 10–12  | kiesett                            | kiesett                           | kiesett                             | 9.       |

## Sportlövészet
Férfi
| Versenyző        | Versenyszám          | Selejtező | Selejtező | Döntő   | Döntő    |
| Versenyző        | Versenyszám          | Pont      | Helyezés  | Pont    | Helyezés |
| ---------------- | -------------------- | --------- | --------- | ------- | -------- |
| Leuris Pupo      | Gyorstüzelő pisztoly | 586       | 3.        | 34      |          |
| Guillermo Torres | Skeet                | 110       | 30.       | kiesett | kiesett  |

Női
| Versenyző        | Versenyszám           | Selejtező | Selejtező | Döntő   | Döntő    |
| Versenyző        | Versenyszám           | Pont      | Helyezés  | Pont    | Helyezés |
| ---------------- | --------------------- | --------- | --------- | ------- | -------- |
| Dianelys Pérez   | Légpuska              | 393       | 29.       | kiesett | kiesett  |
| Dianelys Pérez   | Sportpuska, összetett | 579       | 21.       | kiesett | kiesett  |
| Eglis Yaima Cruz | Sportpuska, összetett | 581       | 16.       | kiesett | kiesett  |
| Eglis Yaima Cruz | Légpuska              | 391       | 44.       | kiesett | kiesett  |

## Súlyemelés
Férfi
| Versenyző         | Versenyszám | Szakítás | Szakítás | Lökés                    | Lökés                    | Összesen | Helyezés |
| Versenyző         | Versenyszám | Eredmény | Helyezés | Eredmény                 | Helyezés                 | Összesen | Helyezés |
| ----------------- | ----------- | -------- | -------- | ------------------------ | ------------------------ | -------- | -------- |
| Yasmani Romero    | 56 kg       | 112      | 14.      | 146                      | 10.                      | 258      | 11.      |
| Sergio Alvárez    | 56 kg       | 121      | 8.       | érvényes kísérlet nélkül | érvényes kísérlet nélkül | kiesett  | kiesett  |
| Iván Cambar       | 77 kg       | 155      | 5.       | 194                      | 2.                       | 349      |          |
| Yoelmis Hernández | 85 kg       | 163      | 9.       | 205                      | 6.                       | 368      | 7.       |

## Taekwondo
Férfi
| Versenyző         | Versenyszám | Nyolcaddöntő                   | Negyeddöntő                      | Elődöntő          | Vigaszág elődöntő                 | Bronz- mérkőzés                           | Döntő             | Helyezés |
| Versenyző         | Versenyszám | Ellenfél Eredmény              | Ellenfél Eredmény                | Ellenfél Eredmény | Ellenfél Eredmény                 | Ellenfél Eredmény                         | Ellenfél Eredmény | Helyezés |
| ----------------- | ----------- | ------------------------------ | -------------------------------- | ----------------- | --------------------------------- | ----------------------------------------- | ----------------- | -------- |
| Robelis Despaigne | Nehézsúly   | Chika Chukwumerije (NGR) · 1–0 | Anthony Obame (GAB) · 6–7 (h.h.) |                   | Kaino Thomsen-Fuataga (SAM) · 7–6 | Daba Modibo Keita (MLI) · mérkőzés nélkül |                   |          |

Női
| Versenyző         | Versenyszám | Nyolcaddöntő                   | Negyeddöntő                 | Elődöntő                         | Vigaszág elődöntő | Bronz- mérkőzés            | Döntő             | Helyezés |
| Versenyző         | Versenyszám | Ellenfél Eredmény              | Ellenfél Eredmény           | Ellenfél Eredmény                | Ellenfél Eredmény | Ellenfél Eredmény          | Ellenfél Eredmény | Helyezés |
| ----------------- | ----------- | ------------------------------ | --------------------------- | -------------------------------- | ----------------- | -------------------------- | ----------------- | -------- |
| Nidia Muñoz       | Pehelysúly  | Andrea Paoli (LIB) · 2–4       | kiesett                     | kiesett                          |                   |                            |                   | 11.      |
| Glenhis Hernández | Nehézsúly   | Wiam Dislam (MAR) · 1–0 (h.h.) | Marina Konyeva (UKR) · 16–2 | Anne-Caroline Graffe (FRA) · 4–6 |                   | María Espinoza (MEX) · 2–4 |                   | 5.       |

## Úszás
Férfi
| Versenyző     | Versenyszám | Előfutam | Előfutam | Előfutam | Elődöntő | Elődöntő | Elődöntő | Döntő   | Döntő    |
| Versenyző     | Versenyszám | Idő      | Hely.    | Össz.    | Idő      | Hely.    | Össz.    | Idő     | Helyezés |
| ------------- | ----------- | -------- | -------- | -------- | -------- | -------- | -------- | ------- | -------- |
| Hanser García | 50 m gyors  | 22,45    | 8.       | 23.      | kiesett  | kiesett  | kiesett  | kiesett | kiesett  |
| Hanser García | 100 m gyors | 48,97    | 5.       | 15.      | 48,04    | 2.       | 3.       | 48,04   | 7.       |
| Pedro Medel   | 100 m hát   | 55,40    | 3.       | 34.      | kiesett  | kiesett  | kiesett  | kiesett | kiesett  |
| Pedro Medel   | 200 m hát   | 2:00,05  | 5.       | 27.      | kiesett  | kiesett  | kiesett  | kiesett | kiesett  |